# テンゲル・ドッグ
テンゲル・ドッグ（英：Tengger Dog）とは、インドネシアのジャワ島、テンゲル山地原産の犬種である。別名はジャワ・ディンゴ（英：Java Dingo）、ジャワ・ドッグ（英：Java Dog）。

## 歴史
テンゲル山地に古来より生息していた犬種で、オーストラリアのディンゴ、タイのタイ・リッジバック・ドッグ、ベトナムのプー・クォック・リッジバック・ドッグ、ニューギニアのニューギニアン・シンギング・ドッグ、マレーシアのテロミアンとは血統的なつながりがあるといわれている。テンゲル・ドッグが外部の人の目に触れたのは1896年のことで、「発見」当時はイエイヌとしては体高が高すぎ、哺乳類の野生種にのみ現れる、ワイルドライン（野生線）という特徴を持っていたためイヌ科の野生生物であると分類されていた。そのときの学名はCanis Tenggeranns と名づけられた。しかし、頭蓋骨や歯の形などを調べて精密調査を行ったところ、テンゲル・ドッグはイエイヌとオオカミの中間の生き物であるという結論が導き出された。又、外見と特徴こそ野生のイヌ科動物に近いが、品種化された初期のイエイヌにより近い生物であることも判明した。
テンゲル・ドッグの生い立ちははっきりと解明されていないが、現地の人に捕獲され、番犬や猟犬として飼育されていたオオカミが改良されてできたのではないかと推測されている。
既出のとおり、本種はイエイヌに近い生物ではあるが、繁殖期は年に一回のみで（イエイヌは通常6ヵ月おき）、仔犬だけでなく成犬もオオカミのように遊び噛みをするという原始的な習性も残されている。そのため、テンゲル・ドッグの特徴を調べることによりオオカミが人に飼い慣らされて改良され、イエイヌが誕生した過程を知ることができるのではないかと期待されている。
イヌの歴史の鍵を握った重要な証拠人のような存在ではあるが、現在は絶滅寸前、若しくは絶滅してしまった可能性が高いといわれている。これは山中をくまなく捜索したというわけではなく、いつ調査を行ったのかも明らかにされていないため確信が持てないと主張する専門家も多い。そのため各研究団体がテンゲル山地でテンゲル・ドッグを捜索しているが、2007年の時点ではまだ発見されたという発表は行われていない。

## 特徴
原始犬種であるが、その姿は近縁であるとされているディンゴなどの原始的な犬種とは異なり、ニホンオオカミのようなアジア系のオオカミに近い。額とマズルの間には くぼみがあり、マズルは日本犬のように尖っていて長め。目は大きく、瞳は暗所で光を受けると緑色に輝く。耳は長さが10cmもある三角形の立ち耳。首の周りにはふさふさした鬣が生えていて、首輪のような黒い縞が入っている。足は長く、体は引き締まっている。コートはほぐした羊毛状でやわらかいショートコートで、毛色は明るい茶色で四肢と おなかの部分は白っぽく、上述したワイルドラインが入っている。ワイルドラインの色はこげ茶色で、背中から尾先にかけての長い一本と、肩から臀部にかけてフクロオオカミのような縞が数本入っている。尾は30cmくらいのふさふさした垂れ尾である。体高は98cmにもなるといわれているが、これはイヌの鬐甲から地面までの距離を示す、通常の体高の測り方ではない方法で記した可能性が高い。身体能力は高く、仲間と協力して狩猟を行うことができた。性格は資料が残されていないためはっきりしない。

## 参考
『デズモンド・モリスの犬種事典』デズモンド・モリス著書、福山英也、大木卓訳 誠文堂新光社、2007年